# 82e cérémonie des Golden Globes
La 82e cérémonie des Golden Globes, produite par Dick Clark Productions, s'est tenue le 5 janvier 2025 pour récompenser les films et séries télévisées américains diffusés en 2024, ainsi que les professionnels s'étant distingués durant cette année.
Le 28 août 2024, il est annoncé que l'humoriste Nikki Glaser présentera la cérémonie. Les nominations sont annoncées le 9 décembre 2024 au Beverly Hilton par Mindy Kaling et Morris Chestnut.
Les chiffres d'audience montrent en regain d'intérêt pour cette cérémonie (7 % en un an), mais restent très inférieurs aux niveaux antérieurs à la pandémie de Covid-19. Et l'animation de la soirée effectuée par l’humoriste Nikki Glaser, première femme à assurer ce rôle, est saluée. Dans le palmarès, le film musical Emilia Pérez, de Jacques Audiard, et The Brutalist et Brady Corbet, ressortent comme étant particulièrement mis en exergue.

## Palmarès

### Cinéma

#### Meilleur film dramatique
- The Brutalist[5],[6]
  - Un parfait inconnu (A Complete Unknown)
  - Conclave
  - Dune, deuxième partie (Dune: Part Two)
  - Nickel Boys
  - 5 septembre (September 5)

#### Meilleur film musical ou comédie
- Emilia Pérez[5],[6]
  - A Real Pain
  - Anora
  - Challengers
  - The Substance
  - Wicked

#### Meilleure réalisation
- Brady Corbet pour The Brutalist[7]
  - Jacques Audiard pour Emilia Pérez
  - Sean Baker pour Anora
  - Edward Berger pour Conclave
  - Coralie Fargeat pour The Substance
  - Payal Kapadia pour All We Imagine as Light

#### Meilleur acteur dans un film dramatique
- Adrien Brody pour le rôle de László Toth dans The Brutalist[8],[9]
  - Timothée Chalamet pour le rôle de Bob Dylan dans Un parfait inconnu (A Complete Unknown)
  - Daniel Craig pour le rôle de William Lee dans Queer
  - Colman Domingo pour le rôle de John « Divine G » Whitfield dans Sing Sing
  - Ralph Fiennes pour le rôle du cardinal Thomas Lawrence dans Conclave
  - Sebastian Stan pour le rôle de Donald Trump dans The Apprentice

#### Meilleure actrice dans un film dramatique
- Fernanda Torres pour le rôle d'Eunice Paiva dans Je suis toujours là (Ainda Estou Aqui)[10]
  - Pamela Anderson pour le rôle de Shelley dans The Last Showgirl
  - Angelina Jolie pour le rôle de Maria Callas dans Maria
  - Nicole Kidman pour le rôle de Romy dans Babygirl
  - Tilda Swinton pour le rôle de Martha dans La Chambre d'à côté (The Room Next Door)
  - Kate Winslet pour le rôle de Lee Miller dans Lee Miller (Lee)

#### Meilleur acteur dans un film musical ou une comédie
- Sebastian Stan pour le rôle d'Edward dans A Different Man[11]
  - Jesse Eisenberg pour le rôle de David Kaplan dans A Real Pain
  - Hugh Grant pour le rôle de M. Reed dans Heretic
  - Gabriel LaBelle pour le rôle de Lorne Michaels dans Saturday Night
  - Jesse Plemons pour les rôles de Robert, Daniel et Andrew dans Kinds of Kindness
  - Glen Powell pour le rôle Gary Johnson dans Hit Man

#### Meilleure actrice dans un film musical ou comédie
- Demi Moore pour le rôle d'Elisabeth Sparkle dans The Substance
  - Amy Adams pour le rôle de la mère dans Nightbitch
  - Cynthia Erivo pour le rôle de Elphaba Thropp / la Méchante sorcière de l'Ouest dans Wicked
  - Karla Sofía Gascón pour le rôle de Juan « Manitas » del Monte / Emilia Pérez dans Emilia Pérez
  - Mikey Madison pour le rôle d'Anora « Ani » Mikheeva dans Anora
  - Zendaya pour le rôle de Tashi Duncan dans Challengers

#### Meilleur acteur dans un second rôle
- Kieran Culkin pour le rôle de Benji Kaplan dans A Real Pain
  - Iouri Borissov pour le rôle d'Igor dans Anora
  - Edward Norton pour le rôle de Pete Seeger dans Un parfait inconnu (A Complete Unknown)
  - Guy Pearce pour le rôle de Harrison Lee Van Buren dans The Brutalist
  - Jeremy Strong pour le rôle de Roy Cohn dans The Apprentice
  - Denzel Washington pour le rôle de Macrinus dans Gladiator 2

#### Meilleure actrice dans un second rôle
- Zoe Saldaña pour le rôle de Rita Mora Castro dans Emilia Pérez
  - Selena Gomez pour le rôle de Jessi del Monte dans Emilia Pérez
  - Ariana Grande pour le rôle de Glinda dans Wicked
  - Felicity Jones pour le rôle d'Erzsébet Toth dans The Brutalist
  - Margaret Qualley pour le rôle de Sue dans The Substance
  - Isabella Rossellini pour le rôle de Sœur Agnes dans Conclave

#### Meilleur scénario
- Peter Straughan pour Conclave
  - Jacques Audiard pour Emilia Pérez
  - Sean Baker pour Anora
  - Brady Corbet et Mona Fastvold pour The Brutalist
  - Jesse Eisenberg pour A Real Pain
  - Coralie Fargeat pour The Substance

#### Meilleure musique de film
- Trent Reznor et Atticus Ross pour Challengers
  - Volker Bertelmann pour Conclave
  - Daniel Blumberg pour The Brutalist
  - Kris Bowers pour Le Robot sauvage (The Wild Robot)
  - Camille et Clément Ducol pour Emilia Pérez
  - Hans Zimmer pour Dune, deuxième partie (Dune: Part Two)

#### Meilleure chanson originale
- El mal (Camille et Clément Ducol) - Emilia Pérez
  - Beautiful That Way (Andrew Wyatt, Miley Cyrus et Lykke Zachrisson) - The Last Showgirl
  - Compress/Repress (Trent Reznor, Atticus Ross et Luca Guadagnino) - Challengers
  - Forbidden Road (Robbie Williams, Freddy Wexler et Sacha Skarbek) - Better Man
  - Kiss the Sky (Jordan K. Johnson, Stefan Johnson, Maren Morris, Michael Pollack et Ali Tamposi) - Le Robot sauvage (The Wild Robot)
  - Mi camino (Camille et Clément Ducol) - Emilia Pérez

#### Meilleur film d'animation
- Flow[12]
  - Vice-versa 2 (Inside Out 2)
  - Mémoires d'un escargot (Memoir of a Snail)
  - Vaiana 2 (Moana 2)
  - Wallace et Gromit : La Palme de la vengeance (Wallace and Gromit: Vengeance Most Fowl)
  - Le Robot sauvage (The Wild Robot)

#### Meilleur film en langue étrangère
- Emilia Pérez -  France
  - All We Imagine as Light -  États-Unis  France  Inde
  - Je suis toujours là (Ainda Estou Aqui) -  Brésil
  - La Jeune Femme à l'aiguille (Pigen med nålen) -  Pologne  Suède  Danemark
  - Les Graines du figuier sauvage (The Seed of the Sacred Fig) -  États-Unis  Allemagne
  - Vermiglio ou La Mariée des montagnes (Vermiglio) -  Italie

#### Meilleure réussite cinématographique et au box-office
- Wicked
  - Alien: Romulus
  - Beetlejuice Beetlejuice
  - Deadpool et Wolverine (Deadpool & Wolverine)
  - Gladiator 2 (Gladiator II)
  - Vice-versa 2 (Inside Out 2)
  - Twisters
  - Le Robot sauvage (The Wild Robot)

### Télévision

#### Meilleure série télévisée dramatique
- Shōgun
  - La Diplomate (The Diplomat)
  - Mr. & Mrs. Smith
  - Slow Horses
  - Squid Game
  - The Day of the Jackal

#### Meilleure série télévisée musicale ou comique
- Hacks
  - Abbott Elementary
  - The Bear
  - Nobody Wants This
  - Only Murders in the Building
  - The Gentleman

#### Meilleure mini-série ou du meilleur téléfilm
- Mon petit renne (Baby Reindeer)
  - Disclaimer
  - Monstres : L'Histoire de Lyle et Erik Menéndez (Monsters: The Lyle and Erik Menendez Story)
  - Ripley
  - The Penguin
  - True Detective: Night Country

#### Meilleur acteur dans une série télévisée dramatique
- Hiroyuki Sanada pour le rôle de Yoshii Toranaga dans Shōgun
  - Donald Glover pour le rôle de John Smith dans Mr. & Mrs. Smith
  - Jake Gyllenhaal pour le rôle de Rusty Sabich dans Présumé innocent
  - Gary Oldman pour le rôle de Jackson Lamb dans Slow Horses
  - Eddie Redmayne pour de rôle du Jackal dans The Day of the Jackal
  - Billy Bob Thornton pour le rôle de Tommy Norris dans Landman

#### Meilleure actrice dans une série télévisée dramatique
- Anna Sawai pour le rôle de Dame Mariko dans Shōgun
  - Kathy Bates pour le rôle de Madeline "Matty" Matlock dans Matlock (en)
  - Emma D'Arcy pour le rôle de Rhaenyra Targaryen dans House of the Dragon
  - Maya Erskine pour le rôle de Jane Smith dans Mr. & Mrs. Smith
  - Keira Knightley pour le rôle d'Helen Webb dans Black Doves
  - Keri Russell pour le rôle de Kate Wyler dans La Diplomate

#### Meilleur acteur dans une série télévisée musicale ou comique
- Jeremy Allen White pour le rôle de Carmen « Carmy » Berzatto dans The Bear
  - Adam Brody pour le rôle de Noah dans Nobody Wants This
  - Ted Danson pour le rôle de Charles dans Espion à l'ancienne
  - Steve Martin pour le rôle de Charles-Haden Savage dans Only Murders in the Building
  - Jason Segel pour le rôle de Jimmy Laird dans Shrinking
  - Martin Short pour le rôle d'Oliver Putnam dans Only Murders in the Building

#### Meilleure actrice dans une série télévisée musicale ou comique
- Jean Smart pour le rôle de Deborah Vance dans Hacks
  - Kristen Bell pour le rôle de Joanne dans Nobody Wants This
  - Quinta Brunson pour le rôle de Janine Teagues dans Abbott Elementary
  - Ayo Edebiri pour le rôle de Sydney Adamu dans The Bear
  - Selena Gomez pour le rôle de Mabel Mora dans Only Murders in the Building
  - Kathryn Hahn pour le rôle d'Agatha Harkness dans Agatha All Along

#### Meilleur acteur dans une mini-série ou un téléfilm
- Colin Farrell pour le rôle d'Oswald « Oz » Cobb / Le Pingouin dans The Penguin
  - Richard Gadd pour le rôle de Donny Dunn dans Mon petit renne (Baby Reindeer)
  - Kevin Kline pour le rôle de Stephen Brigstocke dans Disclaimer
  - Cooper Koch pour le rôle d'Erik Menéndez dans Monstres : L'Histoire de Lyle et Erik Menéndez (Monsters: The Lyle and Erik Menendez Story)
  - Ewan McGregor pour le rôle du Comte Alexander Ilyich Rostov dans A Gentleman in Moscow
  - Andrew Scott pour le rôle de Tom Ripley dans Ripley

#### Meilleure actrice dans une mini-série ou un téléfilm
- Jodie Foster pour le rôle de Liz Danvers dans True Detective: Night Country
  - Cate Blanchett pour le rôle de Catherine Ravenscroft  dans Disclaimer
  - Cristin Milioti pour le rôle de Sofia Gigante dans The Penguin
  - Sofía Vergara pour le rôle de Griselda Blanco dans Griselda
  - Naomi Watts pour le rôle de Babe Paley dans Feud: Les Trahisons de Truman Capote (Feud: Capote vs The Swans)
  - Kate Winslet pour le rôle d'Elena Vernham dans Le Régime (The Regime)

#### Meilleur acteur dans un second rôle dans une série, une mini-série ou un téléfilm
- Tadanobu Asano pour le rôle de Kashigi Yabushige dans Shōgun
  - Javier Bardem pour le rôle de José Menéndez dans Monstres : L'Histoire de Lyle et Erik Menéndez (Monsters: The Lyle and Erik Menendez Story)
  - Harrison Ford pour le rôle du Dr Paul Rhodes dans Shrinking
  - Jack Lowden pour le rôle de River Cartwright dans Slow Horses
  - Diego Luna pour le rôle d'Andy Pérez dans La Máquina
  - Ebon Moss-Bachrach pour le rôle de Richard « Richie » Jerimovich dans The Bear

#### Meilleure actrice dans un second rôle dans une série, une mini-série ou un téléfilm
- Jessica Gunning pour le rôle de Martha Scott dans Mon petit renne (Baby Reindeer)
  - Liza Colón-Zayas pour le rôle de Tina Marrero dans The Bear
  - Hannah Einbinder pour le rôle d'Ava Daniels dans Hacks
  - Dakota Fanning pour le rôle de Marge Sherwood dans Ripley
  - Allison Janney pour le rôle de Grace Penn dans La Diplomate (The Diplomat)
  - Kali Reis pour le rôle d'Evangeline Navarro dans True Detective: Night Country

#### Meilleure performance dans un spectacle de stand-up à la télévision
- Ali Wong pour Single Lady
  - Jamie Foxx pour What Had Happened Was
  - Nikki Glaser pour Someday You'll Die
  - Seth Meyers pour Dad Man Walking
  - Adam Sandler pour Love You
  - Ramy Youssef pour More Feelings

## Statistiques

### Nominations multiples

#### Cinéma
- 10 : Emilia Pérez
- 7 : The Brutalist
- 6 : Conclave
- 5 : Anora, The Substance
- 4 : A Real Pain, Challengers, Le Robot sauvage (The Wild Robot), Wicked
- 3 : Un parfait inconnu (A Complete Unknown)
- 2 : All We Imagine as Light, Dune, deuxième partie (Dune: Part Two), Gladiator 2 (Gladiator II), Je suis toujours là (Ainda Estou Aqui), The Apprentice, The Last Showgirl, Vice-versa 2 (Inside Out 2)

#### Télévision
- 5 : The Bear
- 4 : Only Murders in the Building, Shōgun
- 3 : Disclaimer, Hacks, La Diplomate (The Diplomat), Mon petit renne (Baby Reindeer), Monstres : L'Histoire de Lyle et Erik Menéndez (Monsters: The Lyle and Erik Menendez Story), Mr. & Mrs. Smith, Nobody Wants This, Ripley, Slow Horses, The Penguin, True Detective: Night Country
- 2 : Abbott Elementary, Shrinking, The Day of the Jackal

### Récompenses multiples

#### Cinéma
- 4 : Emilia Pérez
- 3 : The Brutalist

#### Télévision
- 4 : Shōgun
- 2 : Hacks, Mon petit renne (Baby Reindeer)